# Engels (restaurant)
Engels was een grand café, restaurant en zalencentrum in het Groothandelsgebouw in de Nederlandse stad Rotterdam. Het was 68 jaar lang gevestigd op de hoek van het Weena en het Stationsplein.
Engels werd in 1884 opgericht door C. Engels en was gevestigd aan de 1e Middellandstraat. Tot aan het bombardement van Rotterdam waren er diverse cafés en restaurants van Engels in Rotterdam, waarvan café-restaurant Le Commerce het meest bekend was. In 1952, terwijl het Groothandelsgebouw nog in aanbouw was, werd het vernieuwde grand café-restaurant en zalencentrum geopend nabij wat later Rotterdam Centraal Station zou worden. Bij de oplevering van het Groothandelsgebouw, een jaar later, werd door koningin Juliana het dakpaviljoen geopend. In 1988 kreeg Engels het predicaat hofleverancier.
Frans Engels sr. (1922-2005) werkte ruim 63 jaar in zijn familiebedrijf, later vormde hij met zijn zoon Jan (1950-2002) de directie van Engels. Na het overlijden van Frans Engels sr. werd het bedrijf voortgezet door Els en Willem van der Vloed en Frans Engels jr. In juni 2014 verkocht de familie Engels na 130 jaar haar aandelen van het bedrijf; het bedrijf werd overgenomen door cateringbedrijf Vermaat. In juli van dat jaar ging het restaurant dicht voor een 2,5 miljoen euro kostende verbouwing; in maart 2015 ging het weer open. De naam Engels bleef behouden. Nog datzelfde jaar werd Vermaat verkocht aan een investeringsmaatschappij.
Nadat Engels vanwege de Coronapandemie zijn deuren moest sluiten, werd het opnieuw verkocht en ging het niet meer open. Op de plek van Engels zal een ander restaurant komen; in augustus 2021 werd dan ook een deel van de gevelreclames verwijderd.